# O.I.M.A.C.T.T.A.
Objects In Mirror Are Closer Than They Appear (O.I.M.A.C.T.T.A.) es el primer EP de la banda de metal progresivo y Groove metal Jinjer. Este contiene las primeras canciones producidas por Jinjer. En la primera edición del EP el vocalista fue Max Fatullaev, pero fue sustituido por la vocalista Tatiana Shmaylyuk en las siguientes ediciones de este EP y en los trabajos posteriores de la banda.

## Lista de canciones
| N.º | Título                          | Duración |  |
| 1.  | «Abbyss»                        | 3:34     |  |
| 2.  | «Angels (They Will Get Us All)» | 4:18     |  |
| 3.  | «Destroy»                       | 3:44     |  |
| 4.  | «The Game»                      | 3:20     |  |

## Créditos
Jinjer
- Max Fatullaev : vocalista y letrista
- Tatiana Shmaylyuk : vocalista
- Eugene Abdiukhanov : bajo eléctrico
- Dmitry Oksen : guitarra eléctrica
- Vyacheslav Okhrimenko : batería, percusión